# Pepper Potts
Virginia "Pepper" Potts là một nhân vật phụ hư cấu xuất hiện trong sách truyện tranh Mỹ, được xuất bản bởi Marvel Comics. Nhân vật chủ yếu hỗ trợ cho Iron Man, với vai trò là nhân vật phụ, đôi khi còn là người tình, vợ của Tony Stark. Được tạo bởi các nhà văn Stan Lee, Robert Bernstein và được thiết kế bởi nghệ sĩ Don Heck. Nhân vật xuất hiện lần đầu tiên trong Tales of Suspense #45 (tháng 9 năm 1963).
Nhân vật này đã xuất hiện trong nhiều tác phẩm truyền thông khác nhau, bao gồm các trò chơi video, loạt phim hoạt hình và phim hành động trực tiếp.